# Ganyme demarzi
Ganyme demarzi is een keversoort uit de familie Ulodidae. De wetenschappelijke naam van de soort is voor het eerst geldig gepubliceerd in 1964 door Kulzer.